# 알락뜸부기
알락뜸부기는 두루미목 뜸부기과의 새이다. 중국, 러시아 지역에 주로 서식하며, 동남아시아, 중국 남부 등에서 월동하는 희귀종으로 국제적 보호 조류이다. 몸길이는 약 13-14cm 정도로 뜸부기류 중에서 가장 작은 종류에 속한다. 등과 날개는 어두운 갈색에 검은 세로줄과 흰 가로줄 무늬가 나있다. 얼굴, 목, 가슴은 회색이고 배는 흰색이다. 논이나 습지에 산다.
전 세계적으로 2,500에서 1만 마리 정도가 남아 있는 것으로 알려져 있다.